# 豊 (福井市)
豊（みのり）は、福井県福井市の地域。あたごブロックに属する。

## 人口
豊には2010年1月1日現在10067人が住んでおり、世帯数は4383世帯。そのうち男性が4858人、女性は5209人。